# Geokichla guttata
Geokichla guttata е вид птица от семейство Turdidae. Видът е застрашен от изчезване.

## Разпространение
Видът е разпространен в Демократична република Конго, Кения, Малави, Мозамбик, Судан, Танзания, Южна Африка и Южен Судан.